# Calytrix violacea
Calytrix violacea är en myrtenväxtart som först beskrevs av John Lindley, och fick sitt nu gällande namn av Lyndley Alan Craven. Calytrix violacea ingår i släktet Calytrix och familjen myrtenväxter. Inga underarter finns listade i Catalogue of Life.